# PE-071
A PE-071 é uma rodovia brasileira do estado de Pernambuco.
Com 32,3 quilômetros de extensão, liga Chã Grande a Gravatá e Amaraji.